# Société anonyme du Charbonnage d'Angleur

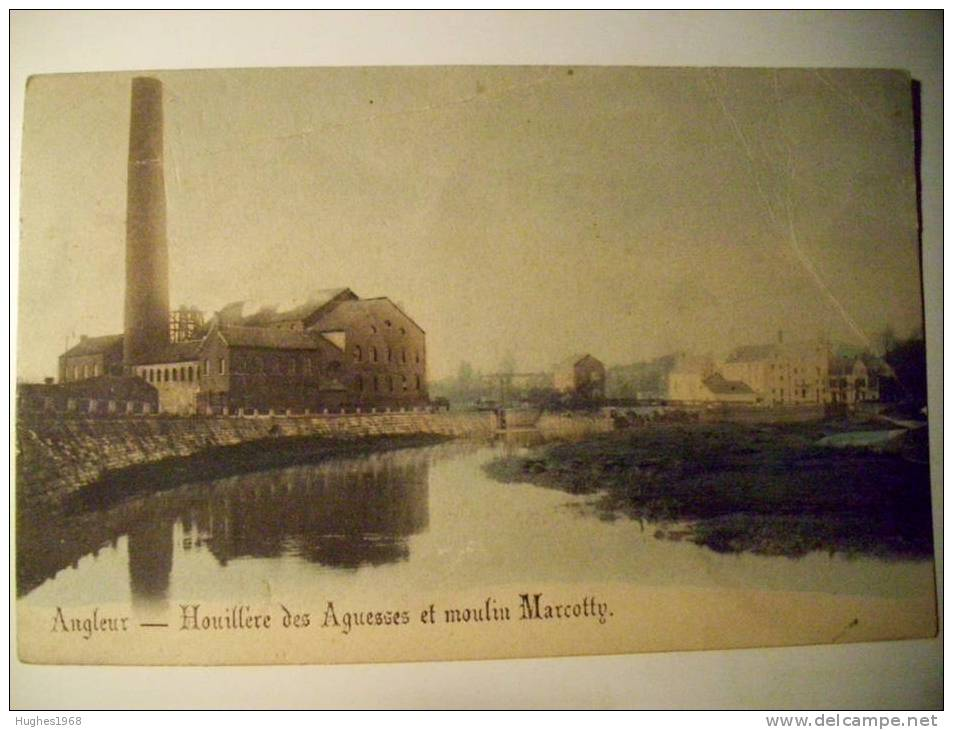
L'ancien charbonnage des Aguesses fin du XIX.

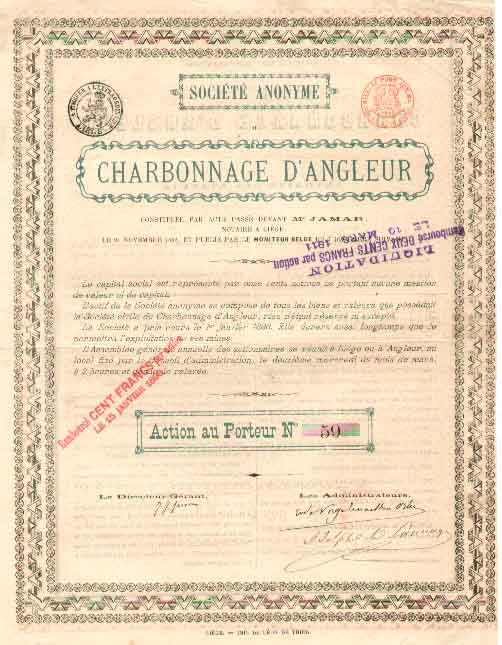
Action de l'ancien Charbonnage d'Angleur.

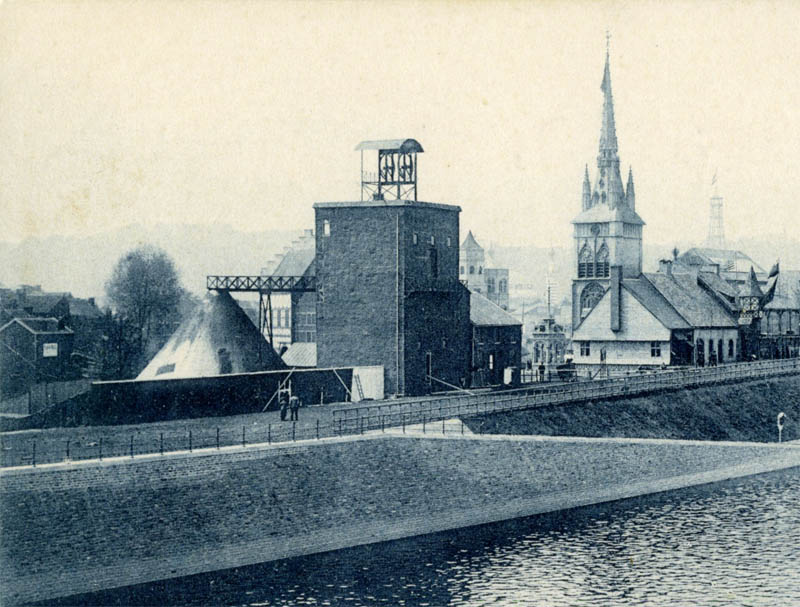
Houillère du Vieux-Liège, et son petit terril, surplombant la rive gauche de l'Ourthe en 1905.

La Société anonyme du Charbonnage d'Angleur est une ancienne société charbonnière de la région de Liège, dont la concession se situait sur les territoires des anciennes communes d'Angleur, Grivegnée et Liège, dorénavant entièrement Liège, dans la vallée de la Meuse, au niveau de son confluent avec l'Ourthe,.
La concession était exploitée par la Houillère des Aguesses, sur le bief du même nom. Elle voisinait notamment la concession de la Société anonyme des Charbonnages du Bois d'Avroy, qui se trouvait au nord-ouest.
Fondée au XIXe siècle, l'entreprise disparut au début du XXe siècle.
À noter qu'une houillère fictive fut construite sur un territoire à la limite de la concession du charbonnage et de celle du charbonnage du Paradis, d'Avroy et Boverie, la "Houillère du Vieux-Liège", à l'occasion de l'Exposition universelle de 1905 de Liège : la reconstitution comprenait, outre les installations de surface et diverses installations techniques, quelque 250 mètres de galeries où des mineurs effectuaient leurs activités d'extraction du charbon. Le site comprenait notamment une buvette souterraine.

## De nos jours
Le siège des Aguesses a été entièrement rasé, et est désormais occupé par un  dépôt communal.

## Géolocalisation approximative des anciens sites d'exploitation
- Siège social : 
  - Aguesses : 50° 36′ 59″ N, 5° 35′ 15″ E[1]

## Sources
- André De Bruyn, Anciennes Houillères de la région liégeoise, Liège, Dricot, 1988, 208 p. (ISBN 2-87095-058-6)
- Claude Gaier, Huit siècles de houillerie liégeoise, histoire des hommes et du charbon à Liège, Liège, Éditions du Perron, 1988, 261 p. (ISBN 2-87114-031-6)